# Brenntag

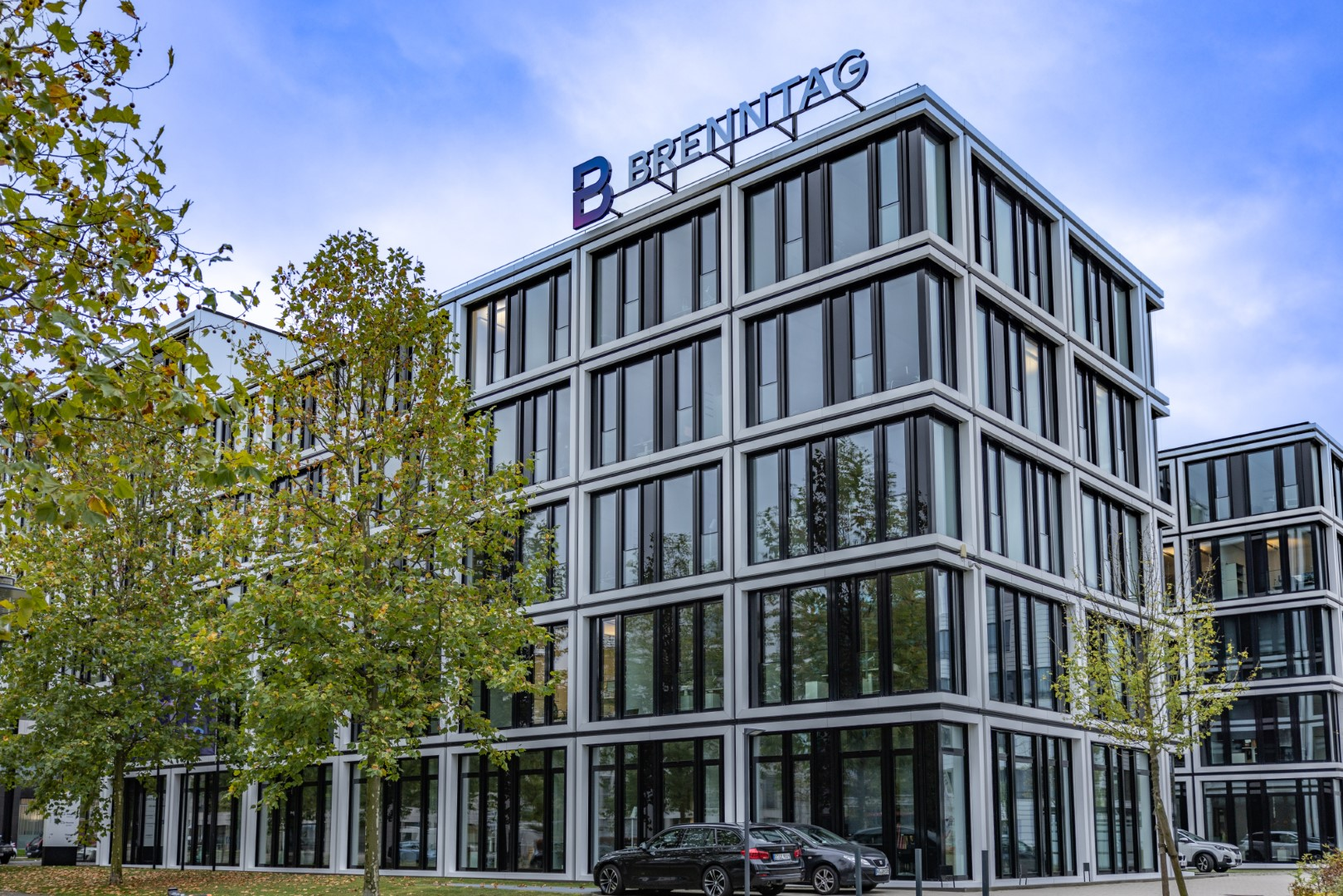
Brenntag-Hauptsitz in Essen (2022)

Die Brenntag SE ist die Konzernobergesellschaft der Brenntag-Gruppe mit Sitz in Essen.
Das Unternehmen ist nach Angaben von ICIS Weltmarktführer in der Distribution von Chemikalien und Inhaltsstoffen. Der Konzern ist mit insgesamt rund 600 Standorten in 72 Ländern vertreten.

## Geschichte

### Gründung

Logo bis November 2022

Brenntag wurde am 9. Oktober 1874 durch den jüdischen Kaufmann Philipp Mühsam (14.11.1848 – 17.05.1914) unter seinem Namen in Berlin gegründet. Zunächst handelte es sich bei der Firma Philipp Mühsam um einen Agrargroßhandel, dessen erfolgreichstes Produkt Eier waren. Schon 1879 stieg Philipp Mühsam in den Handel mit pharmazeutischen Grundstoffen, sog. „Droguen“ ein. Im Jahr 1881 vertrieb das Unternehmen laut den Quellen Chemikalien, Farben, Droguen und auch noch Agrarprodukte, diese jedoch nur noch in geringer Anzahl. Im November 1923 wandelt der Sohn des Gründers, Dr. Kurt Mühsam (31.12.1887 – 20.03.1928), zusammen mit seinem Geschäftspartner Julius Herz das Unternehmen in eine Aktiengesellschaft um.

### Zeit des Nationalsozialismus und Nachkriegszeit
Julius Herz, der nach dem Tod Kurt Mühsams 91 % des Aktienkapitals der Philipp Mühsam AG besaß, legte den Unternehmern Hugo Hermann Stinnes und Otto Stinnes an Heiligabend 1936 ein Verkaufsangebot für die AG vor. Am 20. Februar 1937 wurde der Verkauf sämtlicher Anteile an der Philipp Mühsam AG vertraglich besiegelt. Julius Herz, ebenfalls Jude, konnte nach dem Abschluss aller vertraglichen Details am 22. September 1937 in die USA emigrieren. 1937 wurde das Unternehmen, nun als Teil der Stinnes-Unternehmensgruppe, in „Brennstoff-, Chemikalien- und Transport-Aktiengesellschaft“, und ein Jahr später in „Brenntag“ umbenannt. Der Hauptsitz wurde 1943 von Berlin nach Mülheim an der Ruhr, den Sitz der Familie Stinnes, verlegt.
Am 17. September 1949 stellte Julius Herz, zwischenzeitlich umbenannt in Julius Hart, beim Zentralamt der Britischen Zone für Wiedergutmachung einen Restitutionsantrag. Er strebte eine Wiedergutmachung für den zu niedrigen Verkaufspreis der Philipp Mühsam AG an. Am 1. September 1950 unterzeichneten die Anwälte von Hugo Hermann Stinnes, seinem Bruder Otto und von Julius Hart eine Vergleichsvereinbarung. Julius Hart erhielt daraufhin eine Zahlung von 720.000 DM zur Beilegung seines Wiedergutmachungsanspruchs.
1950 weitete Brenntag seine Warenlagerkapazitäten aus und erweiterte die Produktlinie um anorganische und organische Chemikalien, Lösungsmittel, Kunststoffe, Harze und Spezialchemikalien. In den darauffolgenden Jahren vertrieb Brenntag auch Treibstoffe (Vergaserkraftstoffe, Dieselöl und Heizöl) der Ruhrbau GmbH, die ebenfalls ein Unternehmen von Hugo Stinnes war.

### Expansion ins Ausland und Übernahme
1966 erfolge die erste internationale Akquisition Brenntags mit dem Kauf der Firma Balder aus Belgien. Ab 1969 expandierte das Unternehmen in die USA. Daraufhin wurde das Geschäft dort durch Übernahmen immer weiter ausgebaut. In den 1980er Jahren übernahm Brenntag u. a. die amerikanischen Distributionsunternehmen Western Chemical (1980), Textile Chemical (1981) und Delta (1986). 1989 übernahm Brenntag die Unternehmen Crown und PB&S Chemicals. Außerdem wurden auch einige europäische Unternehmen erworben. Hierzu gehörte u. a. das niederländische Unternehmen Holland Chemical International N.V., das Brenntag im Jahr 2000 erwarb. Dies war bis dato die größte Akquisition für Brenntag.
2003 übernahm die Deutsche Bahn die Stinnes AG mitsamt Brenntag. Schon ein Jahr später kam mit dem US-Private-Equity-Unternehmen Bain Capital ein neuer Eigentümer, 2006 reichte Bain Brenntag an BC Partners weiter. Brenntag war bis Ende 2003 schon einmal eine Aktiengesellschaft, bis Bain Capital sie in eine Gesellschaft mit beschränkter Haftung umwandelte.
Das Unternehmen kaufte im Laufe der Jahre viele Firmen zu, 99 Firmen seit 2007, in den Jahren 2007 bis 2010 waren es 24. Seit 2008 ist Brenntag auch im asiatischen Raum aktiv, wo sie noch im selben Jahr das indische Unternehmen Rhodia in Mumbai erwarb. 2010 kaufte die Gruppe u. a. den Chemiehändler EAC Industrial Ingredients in Bangkok, mit dem Brenntag seine Position in der Region Asien/Pazifik erweiterte. Im Jahr 2001 gründete Brenntag ein Joint Venture mit Zhong Yung International Chemical Ltd. in China und erwarb 2016 den Distributeur EPChem Group in Singapur. 2021 kaufte Brenntag außerdem JM Swank und Matrix Chemical in den USA. Mit dem Kauf von JM Swank übernahm Brenntag einen großen Lebensmitteldistributor in Nordamerika und konnte so sein Sortiment an Lebensmittelinhaltsstoffen stark erweitern.
Weil Brenntag in der bisherigen Zentrale am Rhein-Ruhr Zentrum in Mülheim an der Ruhr keine Expansionsmöglichkeiten mehr hatte, bezog das Unternehmen 2017 das „House of Elements“  in Essen-Rüttenscheid als neuen Hauptsitz. 2018 führte sie außerdem ihre neue Marke „Brenntag Food & Nutrition“ ein, unter der sie Inhaltsstoffe für die Lebensmittelindustrie vertreibt.

### Börsengang
Am 29. März 2010 debütiert Brenntag erfolgreich an der Frankfurter Börse und wird im selben Jahr, am 21. Juni 2010 in den MDAX aufgenommen.
2021 wurde Brenntag von einer deutschen Aktiengesellschaft (AG) in eine europäische (Societas Europaea, SE) umgewandelt. Zum 20. September 2021 wurde das Unternehmen im Zuge einer Indexreform und der Erweiterung von 30 auf 40 Unternehmen in den DAX aufgenommen.

## Unternehmensstruktur

### Aktionärsstruktur
(Stand: Februar 2025)
- Kühne Holding AG (> 15 %)
- Artisan Partners Limited Partnership (> 10 %)
- Flossbach von Storch AG (> 5 %)
- BlackRock Inc (> 5 %)
- Wellington Management Group LLC (> 3 %)
- Harris Associates L.P. (> 3 %)
- Rest Streubesitz

### Geschäftsmodell
Brenntag kauft in großen Mengen Industrie- und Spezialchemikalien von Herstellern ein, kommissioniert diese in bedarfsgerechte Mengen und Größen und verkauft sie an seine Kunden weiter. Dabei versteht sich das Unternehmen als Bindeglied zwischen den Chemieproduzenten und der weiterverarbeitenden Industrie.
Für seine Kunden übernimmt Brenntag außerdem die Beschaffung, Lagerung und Lieferung benötigter Grundstoffe im Rahmen einer abgestimmten, prozessorientierten Lieferkette sowie verschiedene Prozesse wie etwa das Mischen von Rohstoffen oder das Verpacken oder Umpacken.

## Geschäftsbereiche
Brenntag ist seit 2021 in zwei globale Geschäftsbereiche gegliedert. Brenntag Essentials liefert auf lokaler Ebene Prozesschemikalien für breite Anwendungsbereiche, während Brenntag Specialties sich auf Inhaltsstoffe und Dienstleistungen für ausgewählte Fokusindustrien wie Pharma und Ernährung konzentriert.
Zu den wichtigsten Branchen von Brenntag gehören Nahrungsmittel, Pharma, Kosmetik, Öl und Gas, sowie Trinkwasseraufbereitung.
Der Produktkatalog von Brenntag umfasst über 10.000 Positionen von Säuren, Laugen und Lösungsmitteln bis hin zu Substanzen für die Ernährungs-, Kosmetik-, Futtermittel- und Pharmaindustrie. Das Unternehmen entwickelt und liefert auch Aromastoffe für vegane Wurst oder Spirituosen.

## Konzern-Kennzahlen
Wesentliche Kennzahlen zum Unternehmen haben sich wie folgt entwickelt:
| Jahr                                | 2017   | 2018   | 2019   | 2020   | 2021   | 2022   | 2023   | 2024   |
| ----------------------------------- | ------ | ------ | ------ | ------ | ------ | ------ | ------ | ------ |
| Umsatz (in Mio. Euro)               | 11.743 | 12.550 | 12.822 | 11.776 | 14.383 | 19.429 | 16.815 | 16.237 |
| Ergebnis vor Steuern (in Mio. Euro) | 524    | 624    | 633    | 633    | 649    | 1.233  | 1.002  | 743    |
| Bilanzsumme (in Mio. Euro)          | 7.376  | 7.791  | 8.709  | 8.302  | 10.359 | 11.530 | 10.501 | 11.922 |
| Eigenkapital (in Mio. Euro)         | 2.999  | 3.301  | 3.579  | 3.612  | 3.995  | 4.803  | 4.357  | 4.762  |
| Dividende je Aktie (EUR)            | 1,10   | 1,20   | 1,25   | 1,35   | 1,45   | 2,00   | 2,10   | 2,10   |
| Anzahl Mitarbeiter                  | 15.416 | 16.616 | 17.492 | 17.237 | 17.236 | 17.540 | 17.709 | 18.122 |

## Kontroversen
Im Rahmen des PIP-Skandals um Brustimplantate mit nicht für medizinische Anwendungen vorgesehenem Silikon wurde bekannt, dass Brenntag das betreffende Material „Baysilone“ vom Hersteller Momentive Performance Materials an das französische Unternehmen Poly Implant Prothese (PIP) geliefert hatte. Dieses Silikonöl ist ein Standardprodukt, das in vielen verschiedenen industriellen Anwendungsbereichen eingesetzt wird. Beispielsweise dient das Silikonöl in Produktionsprozessen als Trennmittel, in der Körperpflegebranche wird es bei Shampoos und Hautcremes verwendet, und in der Bauindustrie kommt es in Dichtungsmassen zum Einsatz. Nach eigenen Angaben soll Brenntag allerdings darauf hingewiesen haben, dass die Produkte ausschließlich für industrielle Zwecke und Körperpflegeprodukte genutzt werden dürften.
Kritik an Brenntag kam 2017 und erneut 2021 auf, da es Chemikalien nach Syrien lieferte. Dabei geht es um die Lieferung von Grundstoffen für Schmerzmitteltabletten an die syrische Firma MPI durch die in der Schweiz ansässige Brenntag-Tochter. Es halten sich die Vermutungen, dass aus den gelieferten Stoffen Chemiewaffen wie Sarin hergestellt worden sein könnten. Brenntag dementierte allerdings wiederholt eine Verletzung der EU-Exportbeschränkungen. Die Duisburger Staatsanwaltschaft stellte im August 2019 die Ermittlungen gegen Brenntag ein.